# Tralalí tralalá
Tralalí tralalá es el décimo noveno álbum de estudio oficial de la banda chilena Quilapayún, publicado en 1984.

## Lista de canciones
| N.º | Título                                            | Letras           | Música                           | Duración |  |
| 1.  | «Papaya-Rock»                                     | instrumental     | Eduardo Carrasco                 |          |  |
| 2.  | «Es el colmo que no dejen entrar a la Chabela»    | Eduardo Carrasco | Patricio Wang & Eduardo Carrasco |          |  |
| 3.  | «Sencillo»                                        | instrumental     | Eduardo Carrasco                 |          |  |
| 4.  | «Canción del llamado»                             | Eduardo Carrasco | Hugo Lagos                       |          |  |
| 5.  | «Re-volver»                                       | Eduardo Carrasco | Desiderio Arenas                 |          |  |
| 6.  | «Transiente»                                      | instrumental     | Patricio Wang                    |          |  |
| 7.  | «Tutti-frutti»                                    | Eduardo Carrasco | Eduardo Carrasco                 |          |  |
| 8.  | «Complainte de Pablo Neruda» (de Chante Neruda *) | Louis Aragon     | Eduardo Carrasco                 |          |  |
| 9.  | «Rondó de Bach»                                   | instrumental     | Johann Sebastian Bach **         |          |  |
| 10. | «Oficio de tinieblas por Galileo Galilei»         | Desiderio Arenas | Patricio Wang & Eduardo Carrasco |          |  |
| 11. | «Melissa» (*)                                     |                  |                                  |          |  |

*: tema incluido solo en algunas ediciones del disco.
**: arreglos por Eduardo Carrasco

## Créditos
Quilapayún
- Eduardo Carrasco
- Carlos Quezada
- Willy Oddó
- Hernán Gómez
- Rodolfo Parada
- Hugo Lagos
- Guillermo García
- Ricardo Venegas
- Patricio Wang